# Villers-Saint-Paul

Villers-Saint-Paul este o comună în departamentul Oise, Franța. În 1 ianuarie 2022 avea o populație de 6.500 de locuitori.